# Ferdinand van Boisschot

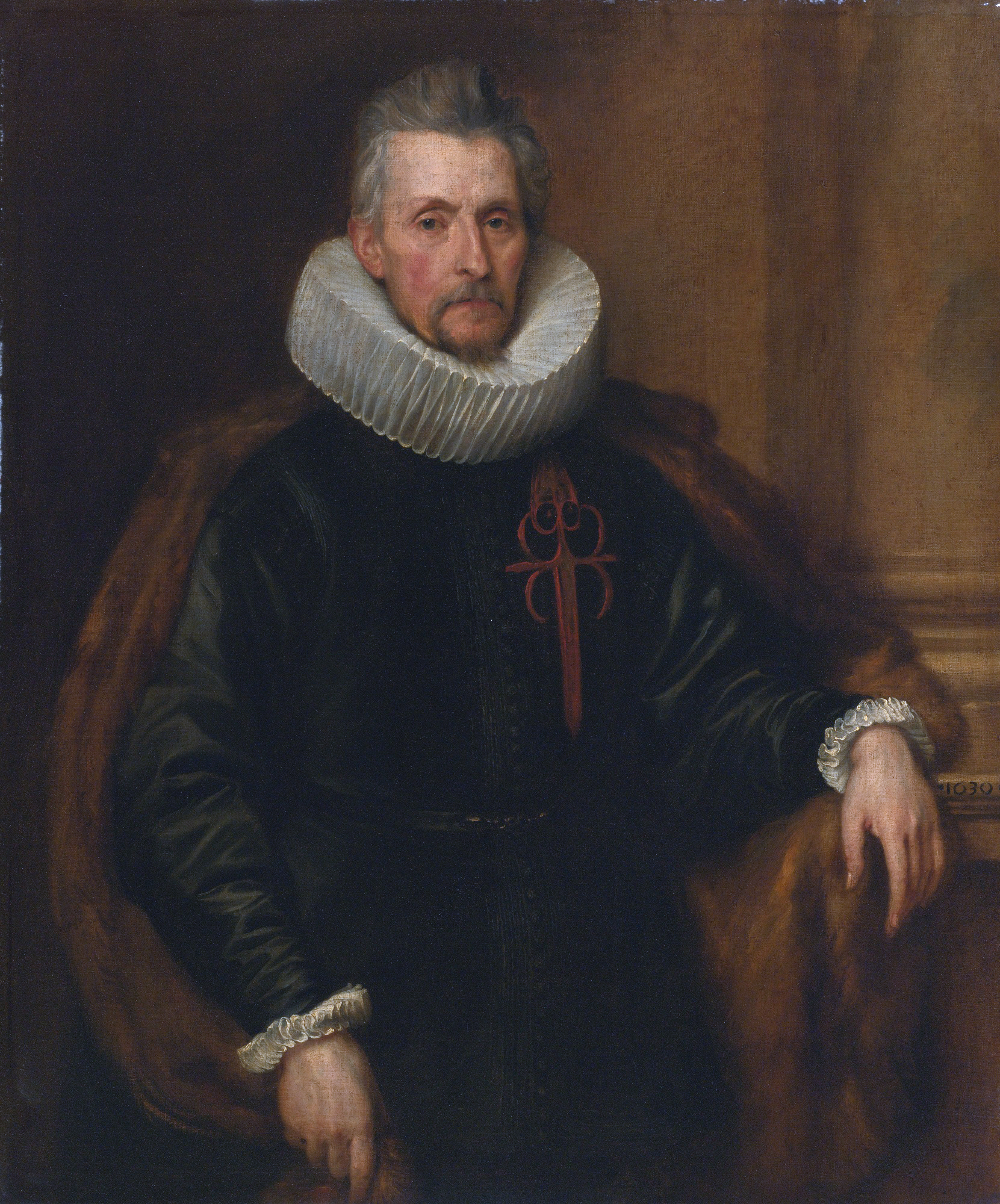
Portret van Ferdinand van Boischott, toegeschreven aan Anthony van Dyck (1630)

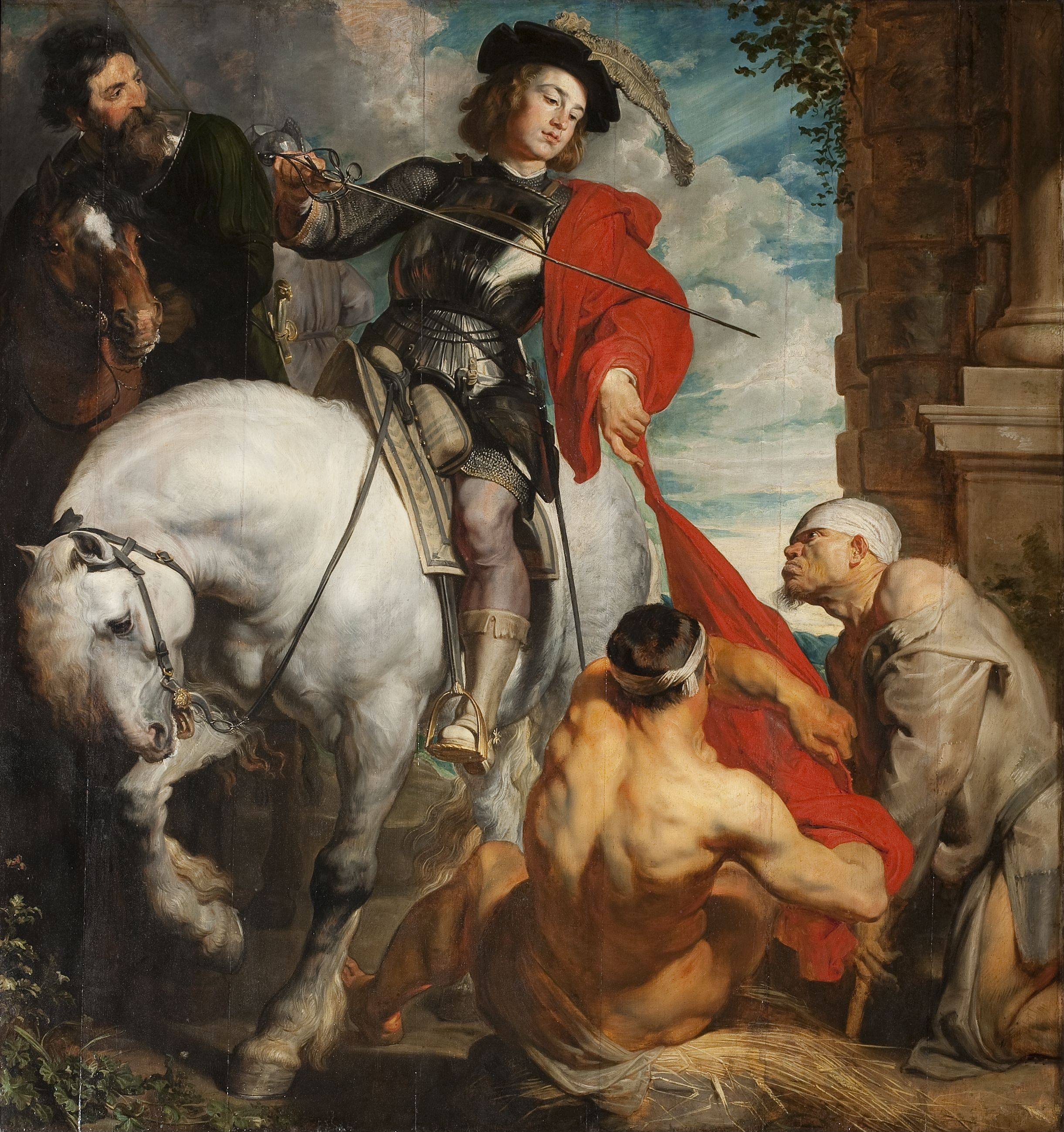
Anthony van Dyck, Sint-Maarten deelt zijn mantel met een bedelaar, in opdracht van Ferdinand de Boisschot voor de Sint-Martinuskerk van Zaventem

Ferdinand van Boisschot (Brussel, 26 juni 1570 - Brussel, 24 november 1649) was een Nederlandse jurist, diplomaat en kanselier van het hertogdom Brabant.
Zijn vader, Jan Baptist van Boisschot, was advocaat-fiscaal van de Raad van Brabant en stierf in gevangenschap tijdens de Nederlandse Opstand. Zijn moeder vluchtte met haar kinderen naar Keulen, waar Ferdinand werd opgevoed. Hij studeerde rechten aan de Universiteit van Keulen en aan de Universiteit van Leuven.

## Loopbaan
In 1592 werd hij benoemd tot commissaris-generaal van de strijdkrachten, een functie die hij bekleedde tot 1611. Vanaf het begin van 1611 tot het einde van 1615 was hij de diplomatieke vertegenwoordiger in Londen van de soevereine aartshertogen Albrecht en Isabella. Hij trok naar Parijs en werd lid van de Geheime Raad en de Raad van State in Brussel. Hij werd benoemd tot kanselier van Brabant, de hoogste civiele functie in het hertogdom, in oktober 1625, opvolger van Petrus Peckius de Jonge.
In 1621 werd hij in de adelstand verheven als ridder van de militaire Orde van Sint Jacob. Hij werd verheven tot baron van Zaventem, verwierf de kastelen van Fontaine-le-Château en Groot-Bijgaarden, alsook de heerlijkheden van Nossegem, Sterrebeek en Sint-Stevens-Woluwe. In 1644 werd hij graaf van Erps.
Hij overleed in Brussel op 24 november 1649 en werd begraven in de Onze-Lieve-Vrouw-ter-Zavelkerk.

## Kunstminnaar
In opdracht van Ferdinand de Boisschot schilderde Anthony van Dyck een doek van Sint-Maarten voor de Sint-Martinuskerk van Zaventem. Ook gaf Ferdinand hem de opdracht zijn vrouw, Anna Maria de Camudio, te portretteren. Het doek is in de loop van de tijd verloren is gegaan, maar een kopie ervan, eigendom van de graaf van Warwick, is in bruikleen aan het Metropolitan Museum of Art in New York. Uit dezelfde collectie komt het portret van Boisschot zelf, dat een origineel zou zijn.

## Voetnoten
1. ↑  Andrée Despy-Meyer, Contributions à l’histoire économique et sociale, vol. VII, La famille des Boisschot du XVIe au XVIIIe siècle, 1976

- Biografisch Portaal: 22203958
- Gemeinsame Normdatei: 139264922
- International Standard Name Identifier: 0000 0000 7108 0782
- Nederlandse Thesaurus van Auteursnamen: 100070515
- Système universitaire de documentation: 253146259
- Virtual International Authority File: 100553058
- WorldCat: E39PBJmxVmr9kJJJpyKXCbjDMP